# Sollefteå
Sollefteå este un municipiu în nordul Suediei, în provincia Ångermanland (Județul Västernorrland).

## Demografice
- Suprafață: 5433.7 km²
- Populație: 21.978
- Densitate: 4 persoane pe km²

| \| Evoluția demografică a zonei urbane Sollefteå, 1970–2015 \| Evoluția demografică a zonei urbane Sollefteå, 1970–2015 \| Evoluția demografică a zonei urbane Sollefteå, 1970–2015 \| Evoluția demografică a zonei urbane Sollefteå, 1970–2015 \| Evoluția demografică a zonei urbane Sollefteå, 1970–2015 \| \| --------------------------------------------------------------------------------------- \| -------------------------------------------------------- \| -------------------------------------------------------- \| -------------------------------------------------------- \| -------------------------------------------------------- \| \| An \| \| \| Locuitori \| \| \| 1970 \| 1970 \| \| 8.414 \| 8.414 \| \| 1975 \| 1975 \| \| 8.923 \| 8.923 \| \| 1980 \| 1980 \| \| 9.409 \| 9.409 \| \| 1990 \| 1990 \| \| 9.379 \| 9.379 \| \| 1995 \| 1995 \| \| 9.283 \| 9.283 \| \| 2000 \| 2000 \| \| 8.712 \| 8.712 \| \| 2005 \| 2005 \| \| 8.530 \| 8.530 \| \| 2010 \| 2010 \| \| 8.562 \| 8.562 \| \| 2015 \| 2015 \| \| 7.399 \| 7.399 \| \| Sursa: SCB - Statistika Centralbyrån, Folkmängden per tätort. Vart femte år 1960 - 2016 \| \| \| \| \| |      |  |           |       |
| Evoluția demografică a zonei urbane Sollefteå, 1970–2015 |      |  |           |       |
| An |      |  | Locuitori |       |
| 1970 | 1970 |  | 8.414     | 8.414 |
| 1975 | 1975 |  | 8.923     | 8.923 |
| 1980 | 1980 |  | 9.409     | 9.409 |
| 1990 | 1990 |  | 9.379     | 9.379 |
| 1995 | 1995 |  | 9.283     | 9.283 |
| 2000 | 2000 |  | 8.712     | 8.712 |
| 2005 | 2005 |  | 8.530     | 8.530 |
| 2010 | 2010 |  | 8.562     | 8.562 |
| 2015 | 2015 |  | 7.399     | 7.399 |
| Sursa: SCB - Statistika Centralbyrån, Folkmängden per tätort. Vart femte år 1960 - 2016 |      |  |           |       |